# Sitophora totafusca
Sitophora totafusca là một loài bướm đêm trong họ Noctuidae.